# Jessica Cumming
Jessica „Jess“ Cumming  (verheiratete Reedy; * 4. Juni 1983 in Wilton, Connecticut) ist eine ehemalige US-amerikanische Freestyle-Skierin. Sie war auf die Freeski-Disziplin Halfpipe spezialisiert und gewann 2007 die Weltcup-Disziplinenwertung.

## Biografie
Jess Cumming debütierte im Dezember 2005 in Park City im Nor-Am Cup und feierte auf Anhieb ihren ersten Sieg. Im darauffolgenden März gab sie ihr Debüt im Freestyle-Skiing-Weltcup und belegte Rang elf. Am 23. Februar 2007 gewann sie ihren ersten und einzigen Halfpipe-Weltcup in Apex und entschied nach Absage des zweiten Wettkampfs die Disziplinenwertung für sich. Im Jahr darauf gelangen ihr zwei Weltcup-Platzierungen unter den besten zehn und ein dritter Rang im Rahmen der US-Meisterschaften.
Ihre erfolgreichste Saison hatte Cumming 2008/09. Nachdem sie als Dritte in Les Contamines ihren zweiten Weltcup-Podestplatz geschafft hatte, gewann sie bei ihrer vierten X-Games-Teilnahme in Aspen die Bronzemedaille in der Superpipe. Bei den Weltmeisterschaften 2009 in Inawashiro verpasste sie als Vierte die Medaillenränge nur knapp. Am Ende des Winters kürte sie sich mit 34,5 Punkten in Squaw Valley zur US-Meisterin. Bei den X-Games 2010 erlitt sie einen Kreuzband- und Meniskusriss im rechten Knie, woraufhin sie den Rest der Saison verpasste. Ein Jahr später belegte sie bei den Weltmeisterschaften in Park City Rang 15. Aufgrund einer Wirbelfraktur musste sie eine weitere Verletzungspause einlegen, ehe sie unter neuem Namen zurückkehrte. Ihren letzten Weltcup bestritt sie im Dezember 2011 in Copper Mountain.
Cumming machte 2009 einen Abschluss in Fine Arts an der University of Colorado Boulder und arbeitete danach für ein Immobilienunternehmen in Beaver Creek. 2011 heiratete sie den ehemaligen X-Games-Teilnehmer Jonathan „Jon“ Reedy und nahm seinen Nachnamen an. Das Paar hat drei Kinder und betreibt ein Fitnessstudio auf Maui.

## Erfolge

### Weltmeisterschaften
- Inawashiro 2009: 4. Halfpipe
- Park City 2011: 15. Halfpipe

### Weltcupwertungen
| Saison  | Gesamt                              | Gesamt                              | Halfpipe                            | Halfpipe                            |
| Saison  | Platz                               | Punkte                              | Platz                               | Punkte                              |
| ------- | ----------------------------------- | ----------------------------------- | ----------------------------------- | ----------------------------------- |
| 2005/06 | 101.                                | 5                                   | 18.                                 | 24                                  |
| 2006/07 | 32.                                 | 20                                  | 1.                                  | 100                                 |
| 2007/08 | 55.                                 | 15                                  | 3.                                  | 60                                  |
| 2008/09 | 43.                                 | 21                                  | 4.                                  | 105                                 |
| 2009/10 | verletzungsbedingt keine Ergebnisse | verletzungsbedingt keine Ergebnisse | verletzungsbedingt keine Ergebnisse | verletzungsbedingt keine Ergebnisse |
| 2010/11 | –                                   | –                                   | 16.                                 | 15                                  |
| 2011/12 | 135.                                | 3                                   | 28.                                 | 15                                  |

### Weltcupsiege
Cumming errang im Weltcup 2 Podestplätze, davon 1 Sieg:
| Datum            | Ort  | Land   | Disziplin |
| ---------------- | ---- | ------ | --------- |
| 23. Februar 2007 | Apex | Kanada | Halfpipe  |

### Nor-Am Cup
- 2 Podestplätze, davon 1 Sieg:

| Datum             | Ort       | Land | Disziplin |
| ----------------- | --------- | ---- | --------- |
| 19. Dezember 2005 | Park City | USA  | Halfpipe  |

### X-Games
- Aspen 2006: 5. Superpipe
- Aspen 2007: 9. Superpipe
- Aspen 2008: 4. Superpipe
- Aspen 2009: 3. Superpipe
- Aspen 2011: 9. Superpipe

### Weitere Erfolge
- 1 US-amerikanischer Meistertitel (Halfpipe 2009)